# Cleora atrolinearia
Cleora atrolinearia là một loài bướm đêm trong họ Geometridae.